# Tom Richards
Thomas James Richards (Nueva Gales del Sur, 29 de abril de 1882 — Brisbane, 25 de septiembre de 1935) fue un jugador australiano de rugby que se desempeñó como ala.
Fue un jugador destacado en su época; por su respeto al juego y el primer Wallabie que jugó para los British and Irish Lions, en su memoria existe la Copa Tom Richards. Desde 2015 es miembro del Salón de la Fama de la World Rugby.

## Biografía
Su familia llegó a Australia durante la fiebre de oro. Richards empezó a jugar rugby desde niño y debutó en la primera de los Queensland Reds en 1899, jugando con ellos hasta 1905 cuando se marchó con su familia a Sudáfrica.
En Sudáfrica jugó para los Golden Lions y allí descubrió su hobby de viajar por el Mundo. Su último club fue el Stade Toulousain, aunque se sabe que luego jugó al rugby en Suiza.
Iniciada la Primera Guerra Mundial, se alistó en la Primera Fuerza Imperial Australiana en agosto de 1914 y partió con su división a Egipto. Inicialmente se desempeñó como camillero pero en marzo de 1916 fue nombrado soldado de primera clase y desde ahí ascendería hasta teniente, siendo condecorado por su servicio.
Su servicio terminó en noviembre de 1919. No volvió a jugar rugby luego de la guerra.

## Selección nacional
Fue convocado a los Wallabies por primera vez en diciembre de 1908 para la Gira por Reino Unido. Su último partido fue en 1912 ante los Estados Unidos, marcó un try en ese enfrentamiento. En total jugó tres partidos y marcó dos tries.

## Leones Británicos
Fue seleccionado a los British and Irish Lions para la Gira de Argentina y Sudáfrica 1910, formando parte del equipo que partió a enfrentar a los Springboks.